# Cremação

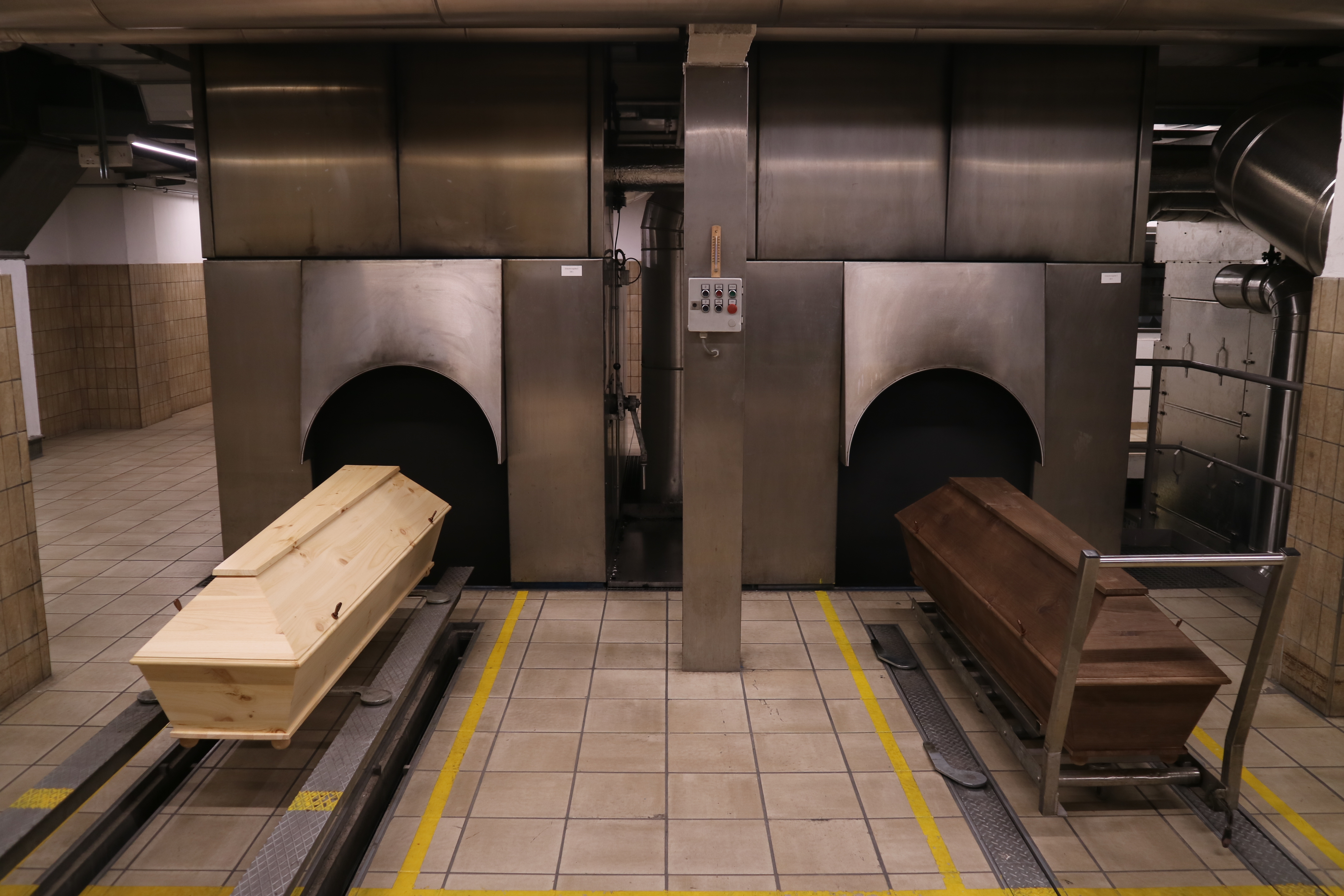
Forno crematório elétrico

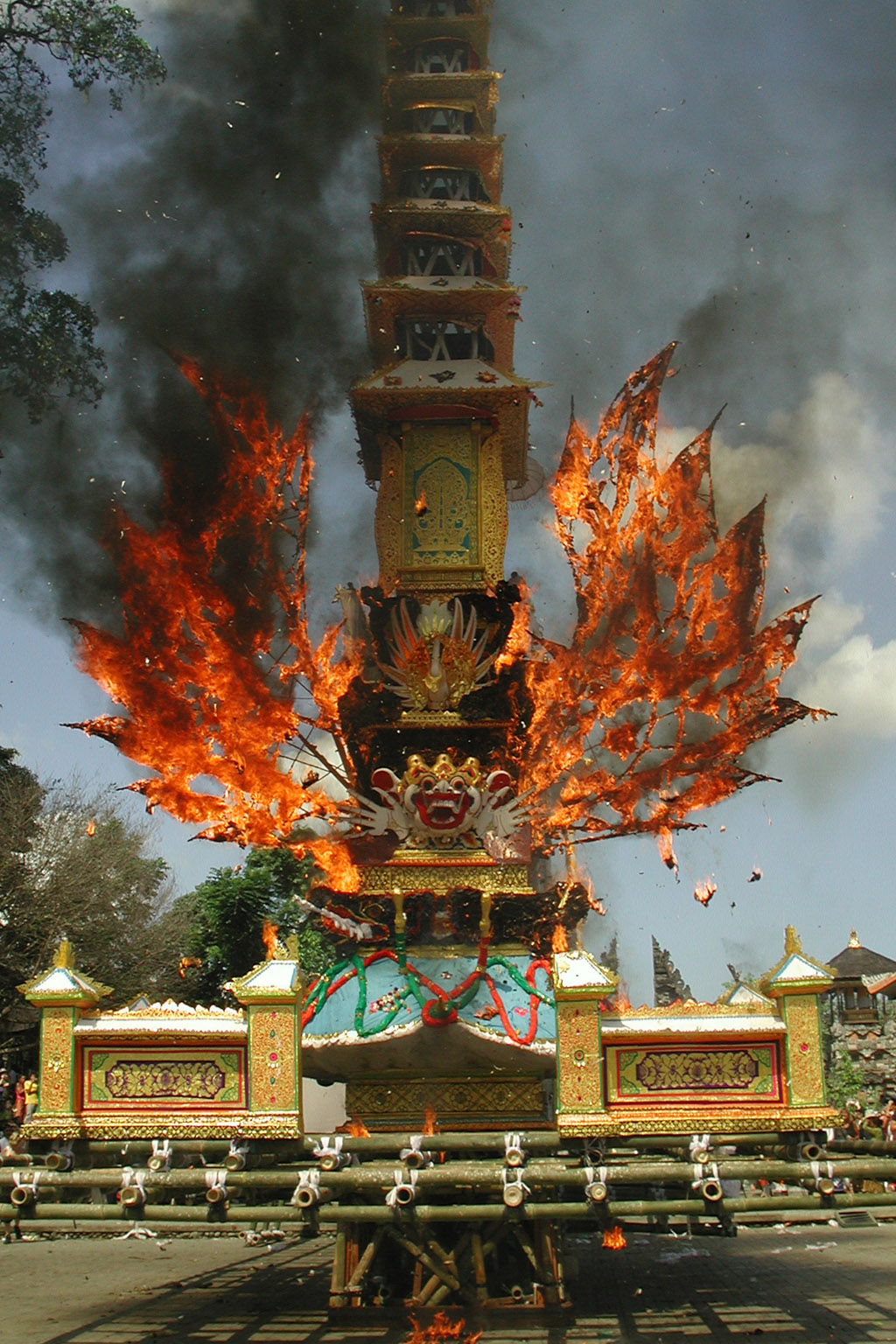
Ritual hindu de cremação em Bali

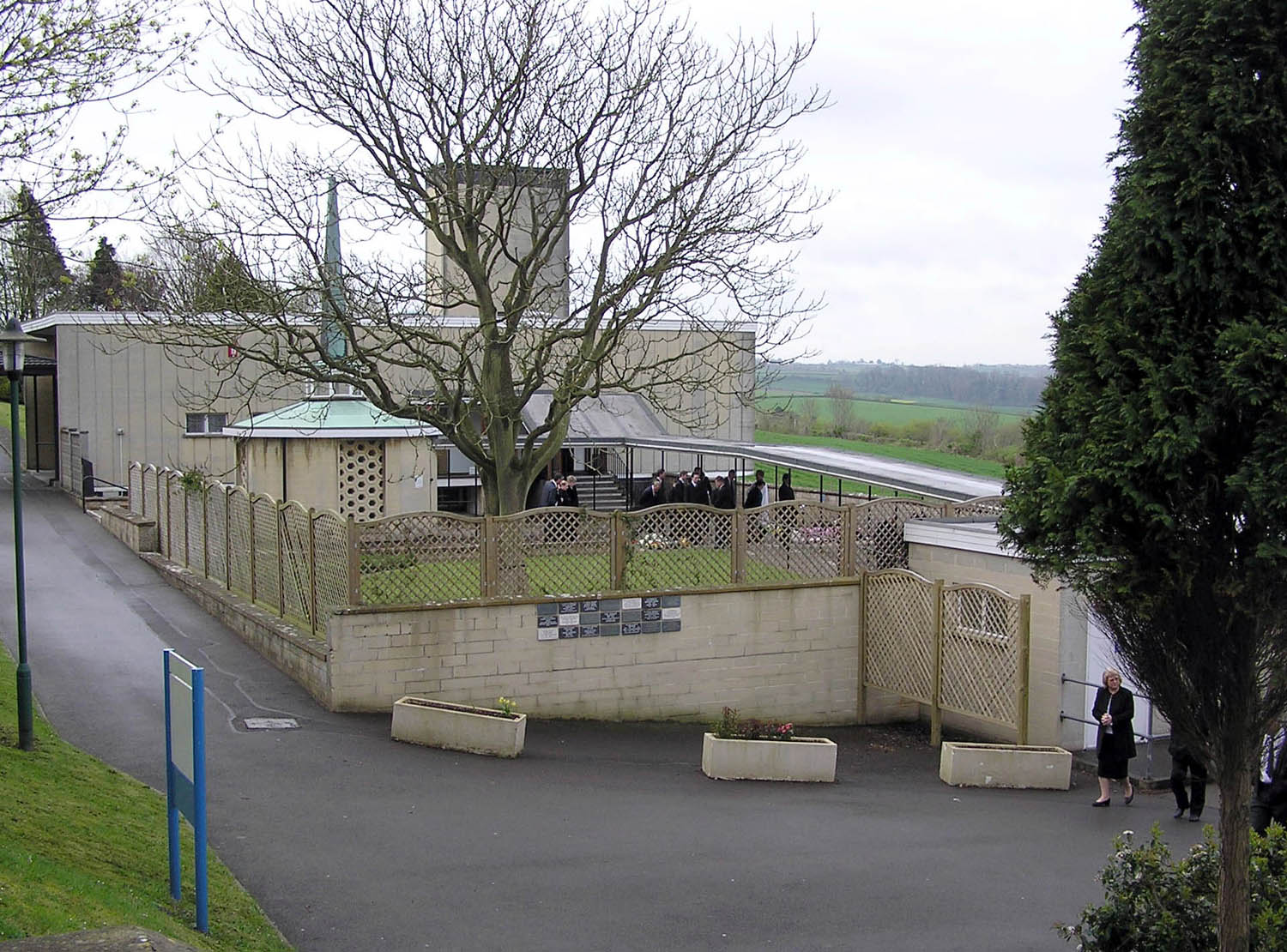
Crematório do cemitério de Haycombe, Bath, Inglaterra.

Cremação é uma técnica funerária que visa reduzir um corpo a cinzas através da queima do cadáver. O método comum no mundo ocidental é a cremação do cadáver em fornos crematórios desenvolvidos para esse fim. A cremação pode ser um funeral ou um rito pós-funeral e é uma alternativa que oferece menos riscos ambientais que o sepultamento do corpo em covas.

## História
As cremações mais antigas conhecidas seriam:
- Senhora de Mungo - Nova Gales do Sul junto ao lago Mungo. Calcula-se que se trate da cremação de uma mulher jovem, efectuada há cerca de 25 000 anos.
- Cremação de homem também junto ao lago Mungo, que se calcula ter sido efectuada há cerca de 60 000 anos.

A cremação é um dos processos mais antigos praticados pelo homem. Em algumas sociedades este costume era considerado corriqueiro e fazia parte do cotidiano da população, por se tratar de uma medida prática e higiênica. Alguns povos utilizavam a cremação para rituais fúnebres: os gregos, por exemplo, cremavam seus cadáveres por volta de 1 000 a.C. e os romanos, seguindo a mesma lista de tradição, adotaram a prática por volta do ano 750 a.C. Nessas civilizações, como a cremação era considerada um destino nobre aos mortos, o sepultamento por inumação ou entumulamento era reservado aos criminosos, assassinos, suicidas e aos fulminados por raios (considerada até então uma "maldição" de Júpiter). As crianças falecidas mesmo antes de nascerem os dentes também eram enterradas.
No Japão, a cremação foi adotada com o advento do budismo, em 552 d.C., importado da China. Como em outras localidades, ela foi aceita primeiramente pela aristocracia e a seguir pelo povo. Incentivados pela falta de lugares para sepultamento, pois o Japão possui pouquíssimo espaço territorial, os japoneses incrementaram significativamente a prática. Em 1867, foi promulgada uma lei que tornava obrigatório incinerar as pessoas mortas por doenças contagiosas para um controle sanitário eficaz e eficiente, bem como para racionalizar e obter melhor uso da terra.
Hoje, as menores taxas de cremação do mundo estão em países católicos, como a Itália, com apenas 4%, enquanto o maior número da Europa é a República Tcheca com 76%, e o Japão, por exemplo, chega a 98%.

### Cremação no Brasil
A cremação no Brasil exige que a pessoa registre em cartório o desejo de ser cremado, ou então que o parente mais próximo requisite o serviço. Já a disposição final das cinzas é livre, podendo ser conservadas em jazigos ou entregues a um depositário de cinzas.
O primeiro crematório com fins funerais inaugurado tanto no Brasil como na América Latina foi o crematório municipal de Vila Alpina, na cidade de São Paulo, no ano de 1974.
Em 2008 praticamente todos os estados brasileiros dispõem de um crematório, sendo que a Grande São Paulo conta com três deles. O crematório da Vila Alpina crema cerca de 300 cadáveres ao mês. As cinzas não retiradas dos crematórios são, via de regra, espalhadas nos jardins que entornam os crematórios.

## Na religião
A Igreja Católica proibiu terminantemente a cremação de seus fiéis mortos em 1886, apenas dois anos após sua legalização no Reino Unido, mas este banimento foi relativizado mediante documento de 1963, embora o enterro ainda fosse recomendado. A Igreja Anglicana, por sua vez, recomenda a cremação desde 1944, uma reação ao enorme número de mortos na Segunda Guerra Mundial. A Igreja Ortodoxa, por sua vez, proíbe massivamente a cremação, com a Igreja Ortodoxa Sérvia, a Igreja Ortodoxa Russa Fora da Rússia e a Igreja da Grécia tendo pronunciamentos oficiais neste sentido.
O hinduísmo, por sua vez, recomenda fortemente a cremação, praticando-a ritualisticamente. O islamismo, por sua vez, proíbe-a.